# Cleveland (Schiff, 1909)
Die Cleveland der Hamburg-Amerikanischen Packetfahrt-Actien-Gesellschaft (Hapag) war ein von Blohm & Voss gebautes Passagierschiff für den Nordatlantikverkehr. Gechartert von einer amerikanischen Touristikfirma war sie das erste Schiff das zwei Kreuzfahrten fast um die Welt durchführte. Die Cleveland befand sich 1914 in der Heimat und musste 1919 ausgeliefert werden.
Nach dem Krieg war das Schiff kurzzeitig als USS Mobile (Kennung: ID-4030) als Truppentransporter, anschließend als King Alexander im Liniendienst in Fahrt. Ab 1923 wurde es von einer amerikanischen Linie unter der Flagge Panamas in einer Fahrplangemeinschaft mit der Hapag unter ihrem alten Namen zwischen Hamburg und New York eingesetzt. Die Hapag kaufte das Schiff im Juli 1926 zurück und setzte es noch bis 1931 auf dem Nordatlantik ein.

## Baugeschichte
1908 vergab die Hapag Bauaufträge für zwei Doppelschraubendampfer an die deutschen Werften Blohm & Voss in Hamburg und F. Schichau in Danzig. Die über 16.000 BRT großen Zweischornstein-Dampfer sollten neben etwa 500 Passagieren in den beiden üblichen Klassen auch noch bis zu 500 Passagiere in einer III. Kabinenklasse aufnehmen können und so dem steigenden Wohlstand breiterer Gesellschaftskreise Rechnung tragen, die sich mehr Komfort für die Überfahrt leisten konnten. Daneben sollten diese Schiffe auch über 1.800 Reisende im Zwischendeck transportieren können. Die beiden Dampfer kamen 1909 als Cleveland und Cincinnati in Fahrt.

## Im Dienst der Hapag
Die Cleveland startete als erstes der Schwesterschiffe am 27. März 1909 zu ihrer Jungfernfahrt von Hamburg nach New York, wo der Dampfer am 8. April eintraf. Bei den ersten Reisen des neuen Schiffes war die zweite Klasse so gefragt, dass Kabinen der dritten Klasse für die nächsten Fahrten umgerüstet werden mussten.

### Die ersten Weltreisen

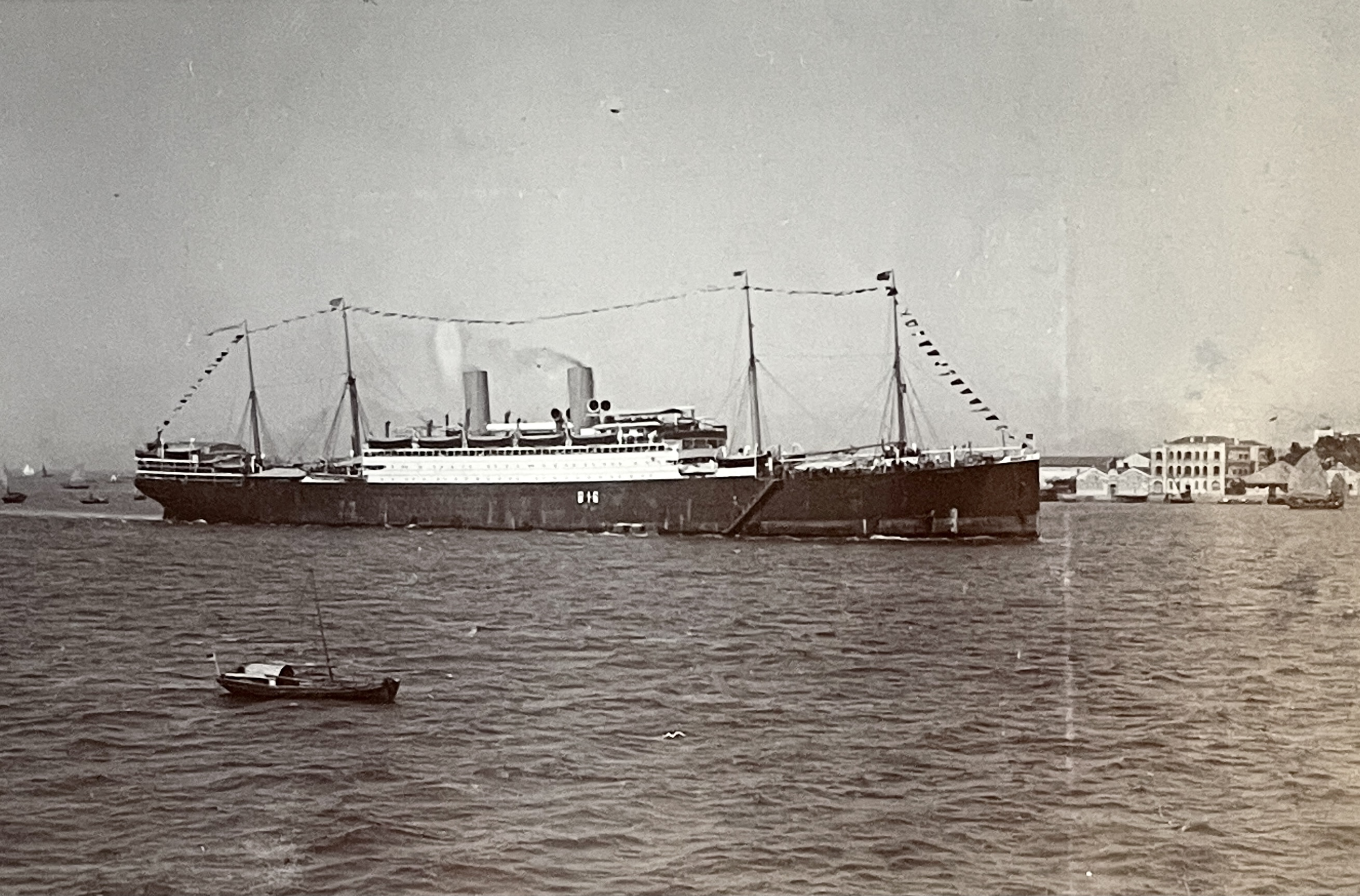
Die Cleveland auf ihrer Weltreise im Hafen von Hongkong (Aufnahme von 1909)

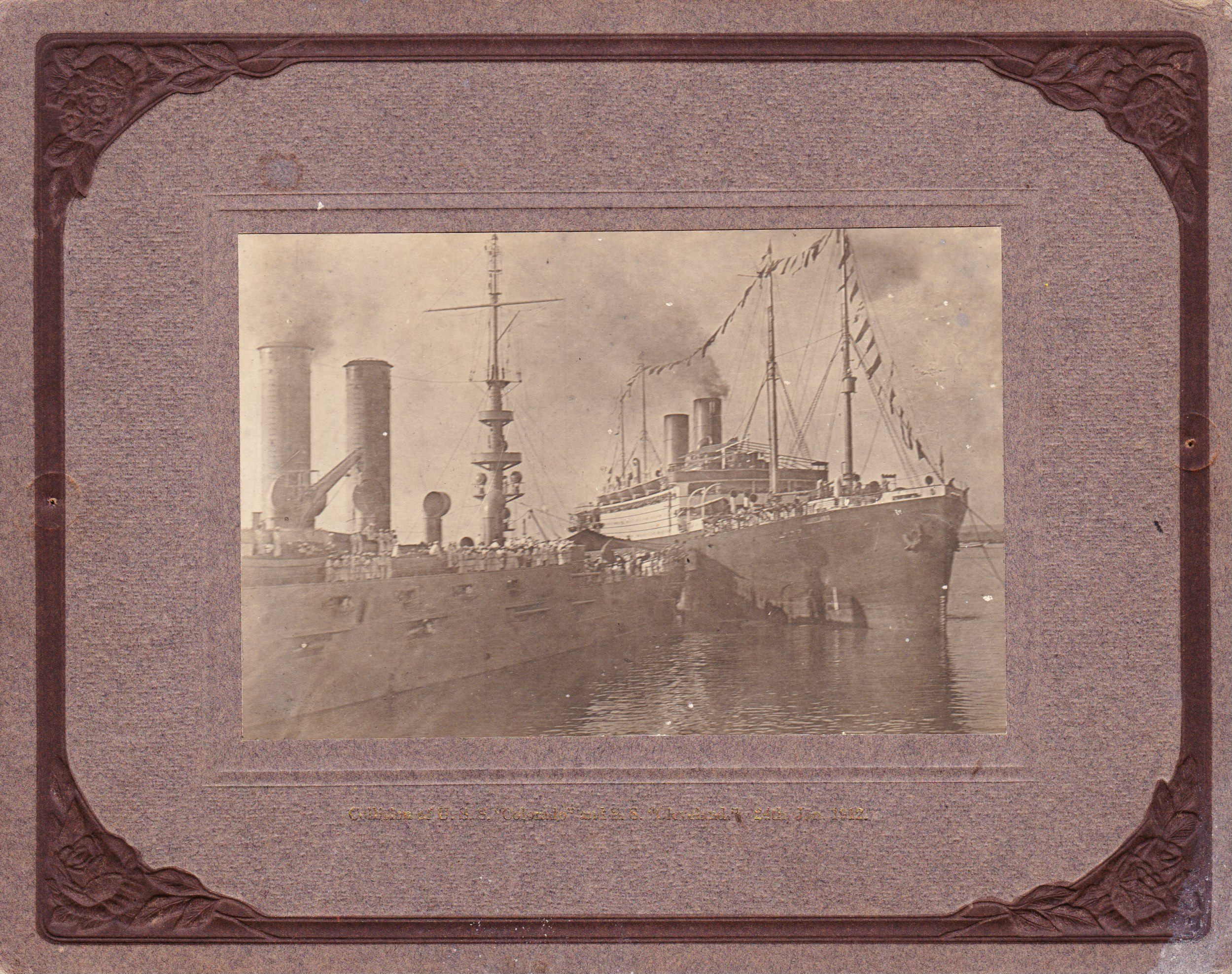
Kollision der Cleveland und der Colorado im Hafen von Honolulu am 12. Januar 1912

Die Cleveland wurde schon in ihrem ersten Dienstjahr von der amerikanischen Touristikfirma Frank C. Clark gechartert, die die Hapag-Pläne einer Weltreise aufgegriffen hatte. Mit 618 Fahrgästen verließ sie am 15. Oktober 1909 New York und lief über Madeira durch das Mittelmeer nach Indien und dann weiter über Niederländisch-Indien nach Ostasien. Insgesamt 21 Häfen (u. a. Gibraltar, Neapel, Port Said – mit Ausflug nach Kairo-, Sues, Bombay – mit Ausflugsmöglichkeiten ins Innere Indiens –, Colombo, Kalkutta, Rangun, Singapur, Batavia, Labuan, Manila, Hongkong – mit Ausflug nach Kanton –, Nagasaki, Kōbe, Yokohama) wurden auf der Reise angelaufen, ehe die Cleveland über Honolulu den Endpunkt der Reise in San Francisco am 31. Januar 1910 erreichte. Dort war das Schiff teilweise zur Besichtigung freigegeben und es sollen an einem Tag 20.000 Amerikaner ihre Gesellschaftsräume besichtigt haben. Auf der hahezu der gleichen Route trat die Cleveland dann im Februar die Rückfahrt an, wobei nach dem Mittelmeer Großbritannien und Irland angelaufen wurden. Für die Gäste endete die Kreuzfahrt entweder in Genua am 13. Mai oder in Southampton am 20. Mai mit dem Übergang zu einem Liniendampfer nach New York, während das Schiff nach Hamburg ging, um überholt zu werden.

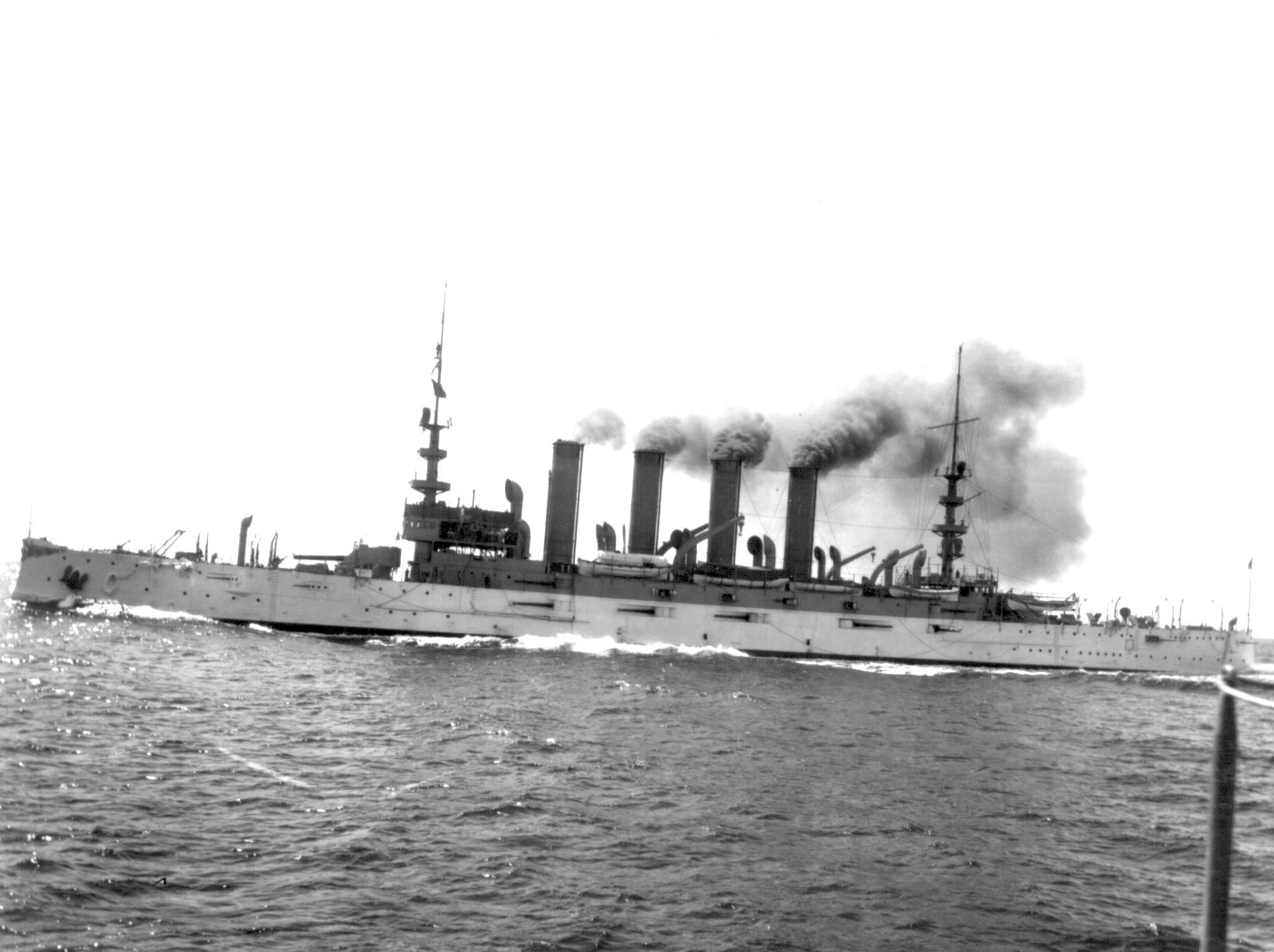
Die Colorado

Auf der von der Hapag veranstalteten Weltreise ab November 1911 kollidierte die Cleveland am 12. Januar 1912 beim Einlaufen in Honolulu mit dem an der Pier liegenden Kreuzer Colorado. Ursächlich war der plötzliche Tod des Hafenlotsen Milton P. Sanders auf der Brücke der Cleveland, die einen Moment unkontrolliert weiter lief. Der Schaden am amerikanischen Kreuzer war nicht sehr bedeutend.

### Weiterer Liniendienst
Die Cleveland wurde zwischen ihren Kreuzfahrten im Liniendienst eingesetzt und die vorhandene Dritte Klasse fand breite Zustimmung. Am 24. Mai 1913 lief sie zum letzten Mal von Hamburg über Southampton und Cherbourg nach New York aus. Am 10. Juli 1913 wurde sie erstmals auf der Linie von Hamburg über Boulogne-sur-Mer und Southampton nach Boston eingesetzt, auf der ihr Schwesterschiff Cincinnati schon seit Mai im Dienst war. Für beide Schiffe wurde diese Linie zur Hauptlinie ihrer Einsätze im Linienverkehr. Bei Kriegsausbruch befand die Cincinnati sich in Boston, während die Cleveland sich in Hamburg befand. Ihr Einsatz auf einer fünfmonatigen ersten echten Weltreise durch den Panamakanal sollte am 30. Dezember 1914 beginnen.
Während des Ersten Weltkriegs lag das Schiff im Hafen von Hamburg, da für ein Schiff ihrer Größe und Geschwindigkeit keine Verwendung gegeben war. Ein formaler Verkauf des Schiffes 1917 nach Schweden wurde von den Alliierten bei Kriegsende nicht anerkannt und sie musste als Teil der Reparationen ausgeliefert werden.

## Einsatz unter fremden Flaggen
Das Schiff wurde im März 1919 ausgeliefert und von der United States Navy unter dem Namen Mobile als Truppentransporter für die Rückführung amerikanischer Truppen aus Frankreich eingesetzt. Bis zu ihrer Außerdienststellung im November brachte sie über 21.000 Soldaten zurück in ihre Heimat.
Nach diesem Einsatz wurde sie Großbritannien zugewiesen und von der White Star Line gechartert, für die sie als Mobile 1920 zwei Rundfahrten zwischen Liverpool, Queenstown und New York als Auswandererschiff machte. Dann kaufte die Byron Line das Schiff und benannte es King Alexander. Weiter als Auswandererschiff in die USA eingesetzt, begann die erste Reise der King Alexander am 18. Dezember 1920 in Piräus. Die zwölfte und letzte Reise hatte ihren Start am 4. Juni 1923 in Constanza und führte über Konstantinopel und Piräus nach New York.
Nach dieser Reise wurde das Schiff an die United American Lines, die Hapag seit 1920 sehr eng verbunden war, verkauft, die es wieder in Cleveland umbenannte. Auf ihrer Hamburger Bauwerft wurde das Schiff auf Ölfeuerung umgerüstet und die Passagiereinrichtung modernisiert, um künftig bis zu 600 Fahrgäste in der Kabinenklasse und bis zu 1.000 in der Dritten Klasse zu befördern. Von Oktober 1923 bis zum Juni 1926 machte die Cleveland dann 25 Rundreisen für die amerikanische Reederei auf der Strecke Hamburg – Southampton – New York im Fahrplanverbund mit der Hapag. Auf der Ausreise ab dem 28. Februar 1924 wurde erstmals Halifax in den Fahrplan der Reedereien aufgenommen. Der prominenteste Gast auf dieser Reise war der ehemalige Schachweltmeister Emanuel Lasker mit anderen Spielern, die nach New York zu einem großen Turnier reisten. Das Schiff lief für die United American Lines unter der Flagge Panamas, um die amerikanischen Prohibitionsgesetze zu umgehen.

## Wieder unter deutscher Flagge
Im Juli 1926 löste die Hapag die Fahrplangemeinschaft mit der amerikanischen Linie, kaufte ihr ehemaliges Schiff zurück und setzte es weiter zwischen Hamburg und New York ein. 1929 wurde die Maschinenanlage der Cleveland nochmals überholt und mit Abdampfturbinen versehen, obwohl die als Ersatz gedachten Motorschiffe St. Louis und Milwaukee im gleichen Jahr in Dienst kamen. Am 30. August 1931 begann dann ihre letzte Einsatzfahrt, die sie von Hamburg über Boulogne, Halifax und Boston nach New York und dann über Boston, Galway und Cherbourg wieder zurück nach Hamburg führte. Nach dieser Reise wurde das Schiff in Hamburg aufgelegt und im April der Bauwerft zum Abbruch übergeben.